# Nolan Bushnell
Nolan Bushnell, född 5 februari 1943 i Clearfield, Utah, är grundare av företaget Atari vars namn och rättigheter numera innehas av Infogrames. Han anses vara grundaren av den kommersiella datorspelsindustrin. År 1972 lanserade hans företag Atari det populära spelet Pong, som skapades av Allan Alcorn.